# Liste der Kulturgüter von nationaler Bedeutung im Kanton Genf
Diese Liste enthält alle national bedeutenden Kulturgüter (A-Objekte, geregelt in KGSV) im Kanton Genf, die in der Ausgabe 2009 (Stand: 1. Januar 2018) des Schweizerischen Inventars der Kulturgüter von nationaler und regionaler Bedeutung vermerkt sind. Sie ist nach politischen Gemeinden sortiert; enthalten sind 86 Einzelbauten, 46 Sammlungen und zehn archäologische Fundstellen.

## Abkürzungen
- A: Archäologie
- Arch: Archiv
- B: Bibliothek
- E: Einzelobjekt
- M: Museum
- O: Mehrteiliges Objekt

## Inventar nach Gemeinde

### Bardonnex
| KGS-Nr. | Foto | Objektbezeichnung                                | Typ | Adresse                        | Koordinaten     |
| ------- | ---- | ------------------------------------------------ | --- | ------------------------------ | --------------- |
| 02382   |      | Kommende Compesières                             | E   | Route de Cugny 97–99           | 498175 / 112018 |
| 02383   |      | Domaine Micheli                                  | E   | Landecy, Route du Prieur 42–67 | 498755 / 111287 |
| 08665   |      | Museum des Malteserordens (Kommende Compesières) | M   | Route de Cugny 99              | 498175 / 112018 |

### Carouge
| KGS-Nr. | Foto | Objektbezeichnung          | Typ  | Adresse            | Koordinaten     |
| ------- | ---- | -------------------------- | ---- | ------------------ | --------------- |
| 08866   |      | Gemeindearchiv von Carouge | Arch | Place du Marché 14 | 499731 / 115591 |

### Céligny
| KGS-Nr. | Foto | Objektbezeichnung   | Typ | Adresse                | Koordinaten     |
| ------- | ---- | ------------------- | --- | ---------------------- | --------------- |
| 02402   |      | Domaine de Garengo  | O   | Route de Céligny 73–77 | 504240 / 133910 |
| 02403   |      | Domaine de l’Elysée | O   | Route de Crans 6–12    | 504368 / 134041 |

### Chêne-Bougeries
| KGS-Nr. | Foto | Objektbezeichnung           | Typ | Adresse                     | Koordinaten     |
| ------- | ---- | --------------------------- | --- | --------------------------- | --------------- |
| 02407   |      | Reformierte Kirche (Temple) | E   | Route de Chêne 153          | 503541 / 117010 |
| 10014   |      | Grange Falquet              | E   | Chemin de Grange-Falquet 22 | 503558 / 117299 |

### Collonge-Bellerive
| KGS-Nr. | Foto | Objektbezeichnung                                         | Typ | Adresse             | Koordinaten     |
| ------- | ---- | --------------------------------------------------------- | --- | ------------------- | --------------- |
| 02416   |      | Schloss Bellerive                                         | E   | Chemin du Milieu 25 | 504166 / 123689 |
| 02417   |      | Villa-chalet du Prince Essling                            | E   | Chemin du Milieu 27 | 504241 / 123777 |
| 09602   |      | Bellerive I (littorale Fundstellen der späten Bronzezeit) | A   |                     | 503764 / 123192 |

### Cologny
| KGS-Nr. | Foto | Objektbezeichnung      | Typ | Adresse                   | Koordinaten     |
| ------- | ---- | ---------------------- | --- | ------------------------- | --------------- |
| 09330   |      | Bibliotheca Bodmeriana | B   | Route Martin Bodmer 19–21 | 502923 / 118982 |
| 11743   |      | Villa Diodati          | E   | Chemin de Ruth 9          | 503139 / 119531 |

### Corsier
| KGS-Nr. | Foto | Objektbezeichnung                     | Typ | Adresse | Koordinaten     |
| ------- | ---- | ------------------------------------- | --- | ------- | --------------- |
| 09603   |      | Port (prähistorische Seeufersiedlung) | A   |         | 505319 / 124832 |

### Dardagny
| KGS-Nr. | Foto | Objektbezeichnung   | Typ | Adresse                             | Koordinaten     |
| ------- | ---- | ------------------- | --- | ----------------------------------- | --------------- |
| 02431   |      | Schloss Dardagny    | E   | Route du Mandement 520              | 488583 / 116893 |
| 10015   |      | Bauernhof Bellevaux | E   | Malval, Chemin des Tassonnières 2–4 | 488271 / 118823 |

### Genève
| KGS-Nr. | Foto | Objektbezeichnung                                                                                                 | Typ    | Adresse                       | Koordinaten     |
| ------- | ---- | --- | ------ | ----------------------------- | --------------- |
| 02436   |      | Ehemaliges Zeughaus                                                                                               | E      | Rue de l’Hôtel-de-Ville 1     | 500311 / 117451 |
| 02440   |      | Hauptsitz der Internationalen Arbeitsorganisation                                                                 | E      | Route des Morillons 4         | 499387 / 120581 |
| 02443   |      | Kathedrale Saint-Pierre und Makkabäerkapelle mit archäologischer Fundstelle                                       | Arch E | Cour de Saint-Pierre          | 500420 / 117454 |
| 02444   |      | Genfer ikonografisches Zentrum                                                                                    | Arch   | Passage de la Tour 2          | 500253 / 116801 |
| 02446   |      | Collège Calvin | E      | Rue Theodore-de-Beze 2–4      | 500597 / 117395 |
| 02447   |      | Jardin botanique de Genève mit Gewächshäusern, Villa Le Chêne und Villa La Console                                | O      | Chemin de l’Impératrice 1     | 500240 / 120182 |
| 02448   |      | Basilika Notre-Dame                                                                                               | E      | Place de Cornavin             | 499962 / 118301 |
| 02449   |      | Russische Kirche                                                                                                  | E      | Rue Toepffer 9                | 500819 / 117192 |
| 02450   |      | Kirche Saint-Germain                                                                                              | E      | Rue de Saint-Germain 2        | 500237 / 117481 |
| 02451   |      | Rathaus und Tour Baudet                                                                                           | E      | Rue de l’Hôtel-de-Ville 2     | 500271 / 117421 |
| 02452   |      | Île Rousseau und Statue                                                                                           | E      | Île Jean-Jacques-Rousseau 1   | 500368 / 117979 |
| 02453   |      | Maison Clarté | E      | Rue Saint-Laurent 2–4         | 501029 / 117333 |
| 02454   |      | Gebäude Rue Beauregard                                                                                            | O      | Rue Beauregard 2–8            | 500417 / 117174 |
| 02455   |      | Gebäude Rue de la Corraterie                                                                                      | O      | Rue de la Corraterie 10–26    | 500008 / 117638 |
| 02456   |      | Gebäude Rue des Granges                                                                                           | O      | Rue des Granges 2–6           | 500130 / 117496 |
| 02457   |      | Gebäude Rue Pierre Fatio                                                                                          | O      | Rue Pierre Fatio 7–9          | 500884 / 117688 |
| 02460   |      | Landhaus «Les Délices» (Institut und Museum Voltaire)                                                             | E      | Rue des Délices 25            | 499269 / 118194 |
| 02462   |      | Ehemaliges Hôtel Buisson                                                                                          | E      | Rue Jean-Calvin 13            | 500336 / 117549 |
| 02464   |      | Maison De Saussure                                                                                                | E      | Rue de la Cité 24             | 500085 / 117613 |
| 02465   |      | Maison Mallet und Internationales Museum der Reformation                                                          | E M    | Rue du Cloître 2              | 500399 / 117491 |
| 02466   |      | Maison Tavel | E      | Rue du Puits-St-Pierre 6      | 500309 / 117484 |
| 02467   |      | Maison Turrettini                                                                                                 | E      | Rue de l’Hôtel-de-Ville 8–10  | 500348 / 117377 |
| 02469   |      | Braunschweig-Monument                                                                                             | E      | Quai du Mont Blanc            | 500464 / 118266 |
| 02470   |      | Parc des Bastions mit Reformationsdenkmal                                                                         | O      | Promenade des Bastions        | 500219 / 117352 |
| 02471   |      | Musée Ariana (Gebäude)                                                                                            | E M    | Avenue de la Paix 10          | 499718 / 120163 |
| 02473   |      | Musée d’art et d’histoire (Gebäude)                                                                               | E      | Rue Charles-Galland 2         | 500634 / 117259 |
| 02479   |      | Palais de Justice (ehemaliges Spital)                                                                             | E      | Place du Bourg-de-Four 1      | 500509 / 117402 |
| 02480   |      | Palais de l’Athénée                                                                                               | E      | Rue de l’Athénée 2            | 500365 / 117174 |
| 02481   |      | Palais des Nations, Bibliothek und Archiv des Völkerbundes und der Vereinten Nationen                             | E      | Avenue de la Paix 14          | 499842 / 120290 |
| 02482   |      | Palais Eynard und Archiv der Stadt Genf                                                                           | Arch E | Rue de la Croix-Rouge 4       | 500314 / 117249 |
| 02483   |      | Palais Wilson | E      | Quai Wilson 51, 53            | 500649 / 119002 |
| 02484   |      | Park und Landgut La Grange                                                                                        | E      | Avenue William-Favre          | 501870 / 118007 |
| 02485   |      | Place Neuve und General-Dufour-Denkmal                                                                            | O      | Place Neuve                   | 500034 / 117469 |
| 02486   |      | Pont de la Machine über die Rhône                                                                                 | E      | Pont de la Machine 1          | 500151 / 117948 |
| 02488   |      | Quai du Mont-Blanc und Stadtmöbel von 1896                                                                        | O      |                               | 500646 / 118382 |
| 02489   |      | Quai und Hôtel des Bergues                                                                                        | O      | Quai des Bergues              | 500295 / 118111 |
| 02490   |      | Quai Général Guisan mit Jardin Anglais                                                                            | O      | Quai Général Guisan           | 500699 / 117787 |
| 02491   |      | Quai Gustave-Ador mit Stadtmöbel von 1896 und Jet d’eau                                                           | O      |                               | 501033 / 117915 |
| 02494   |      | Reformierte Kirche La Fusterie                                                                                    | E      | Place de la Fusterie 18       | 500215 / 117741 |
| 02495   |      | Reformierte Kirche La Madeleine mit archäologischer Fundstelle                                                    | A E    | Rue de la Madeleine 15        | 500489 / 117552 |
| 02496   |      | Reformierte Kirche L’Auditoire                                                                                    | E      | Place de la Taconnerie 1      | 500417 / 117413 |
| 02497   |      | Reformierte Kirche Saint-Gervais mit archäologischer Fundstelle                                                   | A E    | Rue des Terreaux-du-Temple 12 | 499849 / 118042 |
| 02499   |      | Universität Genf                                                                                                  | E      | Rue de Candolle 5             | 500099 / 117226 |
| 02500   |      | Bâtiment des forces motrices (Kraftwerkgebäude)                                                                   | E      | Place des Volontaires 2       | 499514 / 117843 |
| 02501   |      | Victoria Hall | E      | Rue du Général Dufour 14      | 499849 / 117502 |
| 02504   |      | Ehemaliges Haus des französischen Gesandten, Bibliothek der Genfer Lesegesellschaft                               | B E    | Grand-Rue 11                  | 500169 / 117562 |
| 02510   |      | Konservatorium | E      | Place Neuve 5                 | 499955 / 117431 |
| 02511   |      | Ehemaliges Gebäude der Crédit Lyonnais                                                                            | E      | Quai de la Poste 18           | 499946 / 117788 |
| 02514   |      | Ehemalige Gewerbeschule                                                                                           | E      | Boulevard James-Fazy 15       | 499877 / 118321 |
| 02543   |      | Maison Rotonde | E      | Rue Charles-Giron 11–19       | 498918 / 118003 |
| 02560   |      | Maison Royale und die zwei angrenzenden Gebäude                                                                   | E      | Quai Gustave Ador 44–50       | 501396 / 118078 |
| 02564   |      | Musée Rath | E      | Place Neuve                   | 500039 / 117517 |
| 02567   |      | Poste du Mont-Blanc                                                                                               | E      | Rue du Mont-Blanc 18          | 500173 / 118290 |
| 08666   |      | Naturhistorisches Museum der Stadt Genf                                                                           | M      | Route de Malagnou 1           | 501191 / 117234 |
| 08677   |      | Grafisches Kabinett                                                                                               | M      | Promenade du Pin 5            | 500585 / 117139 |
| 8678    |      | Institut und Museum Voltaire                                                                                      | M      | Rue des Délices 25            | 499269 / 118194 |
| 08679   |      | Musée d’art moderne et contemporain (MAMCO) und Sammlung zeitgenössischer Kunst der Stadt Genf                    | M      | Rue de Vieux-Grenadier 10     | 499586 / 117196 |
| 08680   |      | Musée Ariana (Sammlung)                                                                                           | M      | Avenue de la Paix 10          | 499718 / 120163 |
| 08681   |      | Musée d’ethnographie de Genève                                                                                    | M      | Boulevard Carl-Vogt 65, 67    | 499548 / 117097 |
| 08682   |      | Internationales Rotkreuz- und Rothalbmondmuseum                                                                   | M      | Avenue de la Paix 17          | 499572 / 120376 |
| 08691   |      | Fondation Baur, Museum der fernöstlichen Kunst                                                                    | M      | Rue Munier-Romilly 8          | 500787 / 117052 |
| 08692   |      | Musée d’art et d’histoire (Sammlung)                                                                              | M      | Rue Charles-Galland 2         | 500650 / 117242 |
| 08703   |      | Internationales Museum der Reformation                                                                            | M      | Rue du Cloître 2              | 500407 / 117484 |
| 08720   |      | Musée d’histoire et sciences                                                                                      | M      | Rue de Lausanne 128           | 500730 / 119636 |
| 08729   |      | Städtische Sammlung zeitgenössischer Kunst                                                                        | M      | Rue des Vieux-Grenadiers 10   | 499587 / 117194 |
| 08758   |      | Kantonale Sammlung zeitgenössischer Kunst                                                                         | M      | Sentier des Saules 3          | 499038 / 117622 |
| 08789   |      | Genfer Staatsarchiv                                                                                               | M      | Rue de l’Hôtel-de-Ville 1     | 500313 / 117454 |
| 08822   |      | Archiv der Stadt Genf                                                                                             | M      | Rue de la Croix-Rouge 4       | 500312 / 117246 |
| 08836   |      | Bibliothek und Archiv des Völkerbundes und der Vereinten Nationen                                                 | Arch B | Avenue de la Paix 14          | 499842 / 120290 |
| 08846   |      | Archiv des Internationalen Komitees vom Roten Kreuz                                                               | Arch   | Avenue de la Paix 19          | 499600 / 120424 |
| 08925   |      | Bibliothèque de Genève (Spezialarchive)                                                                           | B      | Promenade des Bastions 1      | 500169 / 117198 |
| 08935   |      | Archiv der Internationalen Fernmeldeunion                                                                         | Arch   | Place des Nations             | 499563 / 119784 |
| 08936   |      | Archiv der World Meteorological Organization                                                                      | Arch   | Avenue de la Paix 7           | 500388 / 119948 |
| 08937   |      | Historisches Archiv der Internationalen Arbeitsorganisation                                                       | Arch   | Route des Morillons 4         | 499380 / 120606 |
| 08938   |      | Archiv des Hohen Flüchtlingskommissars der Vereinten Nationen                                                     | Arch   | Rue de Montbrillant 94        | 499885 / 119622 |
| 08942   |      | Archiv des CVJM-Weltbundes                                                                                        | Arch   | Clos-Belmont 12               | 501800 / 117228 |
| 08963   |      | Archiv der Welthandelsorganisation                                                                                | Arch   | Rue de Lausanne 154           | 500552 / 120012 |
| 08970   |      | Dokumentations- und Archivzentrum der Télévision Suisse Romande                                                   | Arch   | Quai Ernest-Ansermet 20       | 499436 / 116946 |
| 08997   |      | Gemeindesaal Plainpalais und Théâtre Pitoëff                                                                      | E      | Rue de Carouge 50, 52         | 500000 / 116774 |
| 09016   |      | École Geisendorf                                                                                                  | E      | Rue de Lyon 56                | 499054 / 118452 |
| 09081   |      | Gebäude Rue des Granges (ehemalige Kaserne)                                                                       | E      | Rue des Granges 16            | 500221 / 117442 |
| 09155   |      | Zentralarchiv der Genfer Universitätsspitäler                                                                     | Arch   | Rue Micheli-du-Crest 2        | 500430 / 116615 |
| 09299   |      | Jüdische Bibliothek Genf «Gérard Nordmann»                                                                        | B      | Avenue Dumas 21               | 501013 / 116318 |
| 09300   |      | Bibliothek der Genfer Lesegesellschaft                                                                            | B      | Grand-Rue 11                  | 500159 / 117590 |
| 09329   |      | Bibliothèque de Genève (Sammlung)                                                                                 | Arch B | Promenade des Bastions 1      | 500164 / 117202 |
| 09364   |      | Jardin botanique de Genève mit Gewächshäusern, Bibliothek und Sammlungen, Villa «Le Chêne» und Villa «La Console» | B M O  | Chemin de l’Impératrice 1     | 500299 / 120402 |
| 09410   |      | Maison Jean-Jacques Naville                                                                                       | E      | Rue des Granges 8             | 500169 / 117469 |
| 09471   |      | Maison d’art Grütli                                                                                               | E      | Rue du Général-Dufour 16      | 499877 / 117456 |
| 09604   |      | Altstadt (keltische / römische / mittelalterliche Stadt)                                                          | A      |                               | 500399 / 117702 |
| 09605   |      | Park und Landgut La Grange mit Bibliothek, jungsteinzeitliche Seeufersiedlung / römische Villa                    | A B O  |                               | 501784 / 117987 |
| 09606   |      | Plonjon (bronzezeitliche Seeufersiedlung)                                                                         | A      |                               | 501694 / 118602 |
| 10473   |      | Villa Bartholoni und Musée d’histoire et sciences                                                                 | E M    | Rue de Lausanne 128           | 500732 / 119638 |
| 10502   |      | Pont de Vessy über die Arve                                                                                       | E      | Route de Vessy                | 501249 / 115212 |
| 11602   |      | Genfer Staatsarchiv (Annex)                                                                                       | Arch   | Rue de la Terrassière 52      | 500311 / 117451 |
| 11606   |      | Institut Voltaire, Bibliothek                                                                                     | B      | Rue des Délices 25            | 499269 / 118194 |
| 11607   |      | Institut Voltaire, Archiv                                                                                         | Arch   | Rue des Délices 25            | 499269 / 118194 |
| 11744   |      | Gebäude Rue des Granges                                                                                           | O      | Rue des Granges 10, 12        | 500194 / 117469 |
| 11745   |      | Gebäude Rue des Granges                                                                                           | E      | Rue des Granges 14            | 500213 / 117460 |
| 11816   |      | Jardin botanique de Genève, Sammlungen                                                                            | B      | Chemin de l’Impératrice 1     | 500240 / 120182 |
| 12035   |      | Bibliothek der Internationalen Arbeitsorganisation                                                                | E      | Route des Morillons 4         | 499387 / 120581 |

### Genthod
| KGS-Nr. | Foto | Objektbezeichnung                                       | Typ | Adresse                      | Koordinaten     |
| ------- | ---- | ------------------------------------------------------- | --- | ---------------------------- | --------------- |
| 02579   |      | Landgut Bonnet (Campagne Bonnet)                        | O   | Rue du Village 18            | 501237 / 124435 |
| 02580   |      | Landgut Creux-de-Genthod (Campagne du Creux-de-Genthod) | O   | Route du Creux-de-Genthod 19 | 501702 / 124497 |
| 02581   |      | Landgut Grand-Malagny (Campagne du Grand-Malagny)       | O   | Route de Malagny 48–50       | 501503 / 125207 |

### Jussy
| KGS-Nr. | Foto | Objektbezeichnung                 | Typ | Adresse                         | Koordinaten     |
| ------- | ---- | --------------------------------- | --- | ------------------------------- | --------------- |
| 02595   |      | Schloss Le Crest und Nebengebäude | O   | Route du Château-du-Crest 40–46 | 508816 / 121210 |

### Le Grand-Saconnex
| KGS-Nr. | Foto | Objektbezeichnung                         | Typ  | Adresse                | Koordinaten     |
| ------- | ---- | ----------------------------------------- | ---- | ---------------------- | --------------- |
| 08827   |      | Archiv des Ökumenischen Rates der Kirchen | Arch | Route des Morillons 7  | 498859 / 120887 |
| 08962   |      | Dokumentationszentrum der UNESCO          | Arch | Route des Morillons 15 | 499157 / 120866 |

### Meinier
| KGS-Nr. | Foto | Objektbezeichnung   | Typ | Adresse             | Koordinaten     |
| ------- | ---- | ------------------- | --- | ------------------- | --------------- |
| 02604   |      | Burgruine Rouelbeau | A O | Chemin de Rouelbeau | 505839 / 121902 |

### Meyrin
| KGS-Nr. | Foto | Objektbezeichnung | Typ  | Adresse               | Koordinaten     |
| ------- | ---- | ----------------- | ---- | --------------------- | --------------- |
| 08831   |      | Archiv des CERN   | Arch | Route de Meyrin 399   | 492899 / 121262 |
| 10027   |      | Maison Mani       | E    | Avenue de Vaudagne 13 | 494651 / 120851 |

### Plan-les-Ouates
| KGS-Nr. | Foto | Objektbezeichnung              | Typ  | Adresse                          | Koordinaten     |
| ------- | ---- | ------------------------------ | ---- | -------------------------------- | --------------- |
| 02609   |      | Festes Haus Arare              | E    | Chemin de Plein-Vent 3           | 497198 / 112989 |
| 08896   |      | Archiv der Patek Philippe SA   | Arch | Chemin du Pont-du-Centenaire 141 | 497606 / 113758 |
| 09157   |      | Archiv von Vacheron Constantin | Arch | Chemin du Tourbillon 10          | 496636 / 113609 |

### Pregny-Chambésy
| KGS-Nr. | Foto | Objektbezeichnung                                                         | Typ  | Adresse                    | Koordinaten     |
| ------- | ---- | ------------------------------------------------------------------------- | ---- | -------------------------- | --------------- |
| 02613   |      | Landgut Le Reposoir mit Orangerie (Campagne du Reposoir avec l'Orangerie) | O    | Route de Lausanne 225      | 500332 / 120958 |
| 02614   |      | Château Rothschild mit Nebengebäuden                                      | O    | Route de Prégny 30–34      | 499962 / 121254 |
| 08453   |      | Rothschild-Gewächshäuser                                                  | O    | Chemin Palud 10–14         | 499674 / 121351 |
| 08684   |      | Auslandschweizer-Museum                                                   | M    | Chemin de l’Impératrice 18 | 499955 / 120939 |
| 09156   |      | Archiv der Weltgesundheitsorganisation                                    | Arch | Avenue Appia 20            | 499384 / 120984 |

### Russin
| KGS-Nr. | Foto | Objektbezeichnung                                | Typ | Adresse                     | Koordinaten     |
| ------- | ---- | ------------------------------------------------ | --- | --------------------------- | --------------- |
| 02618   |      | Landgut La Grand’Cour (Domaine de la Grand’Cour) | O   | Route des Molards 12–20, 26 | 489912 / 116237 |

### Satigny
| KGS-Nr. | Foto | Objektbezeichnung                     | Typ | Adresse                              | Koordinaten     |
| ------- | ---- | ------------------------------------- | --- | ------------------------------------ | --------------- |
| 02621   |      | Schloss Chouilly mit Bauernhöfen      | O   | Choully, Route du Crêt-de-Choully 30 | 491299 / 120047 |
| 02629   |      | Landgut Pellegrin (Domaine Pellegrin) | E   | Peissy, Route de Peissy 46–50        | 490646 / 118760 |

### Versoix
| KGS-Nr. | Foto | Objektbezeichnung                                  | Typ | Adresse               | Koordinaten     |
| ------- | ---- | -------------------------------------------------- | --- | --------------------- | --------------- |
| 02642   |      | Villa Bartholony (Sans Souci)                      | E   | Route de Lausanne 398 | 502047 / 125433 |
| 09607   |      | Bourg (littorale Fundstelle der späten Bronzezeit) | A   |                       | 502279 / 126322 |

### Veyrier
| KGS-Nr. | Foto | Objektbezeichnung           | Typ | Adresse        | Koordinaten     |
| ------- | ---- | --------------------------- | --- | -------------- | --------------- |
| 02647   |      | Pont de Vessy über die Arve | E   | Route de Vessy | 501249 / 115212 |